# ملادوشوویتسه
ملادوشوویتسه (به چکی: Mladošovice) یک منطقهٔ مسکونی در جمهوری چک است که در شهرستان چسکه بودیوویتسه واقع شده‌است. ملادوشوویتسه ۶٫۸۹ کیلومتر مربع مساحت و ۲۰۶ نفر جمعیت دارد و ۴۷۶ متر بالاتر از سطح دریا واقع شده‌است.